# Instituto de Antropología e Historia de Guatemala
El Instituto de Antropología e Historia (IDAEH), es un organismo científico del gobierno de Guatemala encargado de la protección y mantenimiento de sitios históricos y arqueológicos de Guatemala, monumentos, artefactos, y otros aspectos del patrimonio cultural de la nación, así como  el fomento de estudios históricos, etnográficos y folclóricos.
IDAEH fue creado durante el gobierno de Juan José Arévalo mediante el Acuerdo Gubernativo No.26-46 del 23 de febrero de 1946. En la actualidad forma parte del Ministerio de Cultura y Deportes.
Sus dependencias incluyen el Centro de Restauración de Bienes Muebles (CEREBIEM), Departamento de Conservación y Restauración de Bienes Culturales (DECORBIC) y la biblioteca del IDAEH.
Entre los monumentos prehispánicos bajo su responsabilidad se incluye Tikal, Takalik Abaj, Yaxhá, Nakum, Naranjo y Quiriguá.